# Де Рон, Мартен
Мартен Элко де Рон (нидерл. Marten Elco de Roon; род. 29 марта 1991, Звейндрехт, Южная Голландия) — нидерландский футболист, опорный полузащитник итальянского клуба «Аталанта» и национальной сборной Нидерландов.

## Клубная карьера

### «Спарта» Роттердам
Мартен начал заниматься футболом в местной команде соседнего городка Хендрик-Идо-Амбахт, а затем перебрался в известную академию роттердамского «Фейеноорда», где провёл 6 лет. В 2006 году де Рон перешёл в другой клуб из Роттердама — «Спарту», где начал выступать за юношеские команды.
27 марта 2010 года он дебютировал в основном составе «Спарты», проведя все 90 минут в гостевой игре Эредивизи против «Твенте» (0:3). По итогам сезона «Спарта» вылетела в Первый дивизион, однако это дало возможность полузащитнику закрепиться в составе своей команды. Проведя в следующем сезоне 27 матчей, а в сезоне 2011/12 — 28, де Рон помог «Спарте» пробиться в финал плей-офф, где они, тем не менее, уступили «Виллему II».

### «Херенвен»
В июле 2012 года на правах свободного агента Мартен подписал контракт с «Херенвеном», став первым трансфером для тогдашнего тренера Марко ван Бастена. Дебютировал 2 августа в домашнем матче 3-го отборочного раунда Лиги Европы против бухарестского «Рапида» и забил один из мячей своей команды (4:0).
В сезоне 2013/14 ван Бастен назначил де Рона новым капитаном команды. В сезоне 2014/15, несмотря на уход ван Бастена, новый тренер Дуайт Лодевегес также оставил капитанскую появзку у Мартена.
В феврале 2015 года полузащитник продлил контракт с «Херенвеном» до 2017 года.

### «Аталанта»
11 июля 2015 года де Рон перешёл в итальянскую «Аталанту», представляющую Серию А. Сумма трансфера составила порядка 1,5 млн евро.
Дебютировал 15 августа в матче 3-го раунда Кубка Италии против «Читтаделлы» и на 62-й минуте забил первый гол своей команды (общий счёт 3:0). 23 августа сыграл первый матч в серии А против миланского «Интера» (0:1).

### «Мидлсбро»
4 июля 2016 года де Рон подписал 4-летний контракт с новичком английской Премьер-Лиги «Мидлсбро». Сумма перехода составила £12 млн, что является трансферным рекордом для «Аталанты». 13 августа Мартен дебютировал в составе «речников» в домашнем матче против «Сток Сити» (1:1), однако уже на 22-й минуте был заменен из-за травмы.
5 ноября забил свой первый гол за «Мидлсбро», сравняв счёт на 90-й минуте в гостевой игре против «Манчестер Сити» (1:1). По итогам сезона «Боро» вылетел из Премьер-Лиги и Мартен выразил желание продолжить карьеру в одном из топ-5 европейских чемпионатов.

### Возвращение в «Аталанту»
10 августа 2017 года де Рон вернулся в итальянскую «Аталанту», заключив контракт сроком на 5 лет. Сумма трансфера составил 11,7 млн фунтов стерлингов.

## Карьера в сборной
Де Рон вызывался в юношескую сборную Нидерландов (до 19 лет) для участия в отборочных матчах к чемпионату Европы 2010 и сыграл в трёх встречах.
10 ноября 2016 года впервые получил вызов в главную национальную сборную Нидерландов, заменив в заявке травмированного Стейна Схарса. 13 ноября дебютировал в составе «оранжевых», выйдя на замену вместо Барта Рамселара на 88-й минуте в победном матче отборочного турнира ЧМ-2018 против сборной Люксембурга (3:1).

## Статистика

### Матчи де Рона за сборную Нидерландов
| Матчи де Рона за сборную Нидерландов | Матчи де Рона за сборную Нидерландов | Матчи де Рона за сборную Нидерландов | Матчи де Рона за сборную Нидерландов | Матчи де Рона за сборную Нидерландов | Матчи де Рона за сборную Нидерландов |
| ------------------------------------ | ------------------------------------ | ------------------------------------ | ------------------------------------ | ------------------------------------ | ------------------------------------ |
| №                                    | Дата                                 | Соперник                             | Счёт                                 | Голы де Рона                         | Соревнование                         |
| 1                                    | 13 ноября 2016                       | Люксембург                           | 3:1                                  | —                                    | Чемпионат мира 2018 (отбор)          |
| 2                                    | 31 мая 2017                          | Марокко                              | 2:1                                  | —                                    | Товарищеский матч                    |
| 3                                    | 26 марта 2018                        | Португалия                           | 3:0                                  | —                                    | Товарищеский матч                    |
| 4                                    | 31 мая 2018                          | Словакия                             | 1:1                                  | —                                    | Товарищеский матч                    |
| 5                                    | 4 июня 2018                          | Италия                               | 1:1                                  | —                                    | Товарищеский матч                    |
| 6                                    | 13 октября 2018                      | Германия                             | 3:0                                  | —                                    | Лига наций УЕФА 2018/2019            |
| 7                                    | 16 ноября 2018                       | Франция                              | 2:0                                  | —                                    | Лига наций УЕФА 2018/2019            |
| 8                                    | 19 ноября 2018                       | Германия                             | 2:2                                  | —                                    | Лига наций УЕФА 2018/2019            |
| 9                                    | 21 марта 2019                        | Беларусь                             | 4:0                                  | —                                    | Чемпионат Европы 2020 (отбор)        |
| 10                                   | 24 марта 2019                        | Германия                             | 2:3                                  | —                                    | Чемпионат Европы 2020 (отбор)        |
| 11                                   | 6 июня 2019                          | Англия                               | 3:1                                  | —                                    | Лига наций УЕФА 2018/2019            |
| 12                                   | 9 июня 2019                          | Португалия                           | 0:1                                  | —                                    | Лига наций УЕФА 2018/2019            |
| 13                                   | 6 сентября 2019                      | Германия                             | 4:2                                  | —                                    | Чемпионат Европы 2020 (отбор)        |
| 14                                   | 10 октября 2019                      | Северная Ирландия                    | 3:1                                  | —                                    | Чемпионат Европы 2020 (отбор)        |
| 15                                   | 13 октября 2019                      | Беларусь                             | 2:1                                  | —                                    | Чемпионат Европы 2020 (отбор)        |
| 16                                   | 16 ноября 2019                       | Северная Ирландия                    | 0:0                                  | —                                    | Чемпионат Европы 2020 (отбор)        |
| 17                                   | 4 сентября 2020                      | Польша                               | 1:0                                  | —                                    | Лига наций УЕФА 2020/2021            |
| 18                                   | 7 сентября 2020                      | Италия                               | 0:1                                  | —                                    | Лига наций УЕФА 2020/2021            |
| 19                                   | 7 октября 2020                       | Мексика                              | 0:1                                  | —                                    | Товарищеский матч                    |
| 20                                   | 11 октября 2020                      | Босния и Герцеговина                 | 0:0                                  | —                                    | Лига наций УЕФА 2020/2021            |
| 21                                   | 24 марта 2021                        | Турция                               | 2:4                                  | —                                    | Чемпионат мира 2022 (отбор)          |
| 22                                   | 2 июня 2021                          | Шотландия                            | 2:2                                  | —                                    | Товарищеский матч                    |
| 23                                   | 6 июня 2021                          | Грузия                               | 3:0                                  | —                                    | Товарищеский матч                    |
| 24                                   | 13 июня 2021                         | Украина                              | 3:2                                  | —                                    | Чемпионат Европы 2020                |
| 25                                   | 17 июня 2021                         | Австрия                              | 2:0                                  | —                                    | Чемпионат Европы 2020                |
| 26                                   | 27 июня 2021                         | Чехия                                | 0:2                                  | —                                    | Чемпионат Европы 2020                |
| 27                                   | 4 сентября 2021                      | Черногория                           | 4:0                                  | —                                    | Чемпионат мира 2022 (отбор)          |
| 28                                   | 16 ноября 2021                       | Норвегия                             | 2:0                                  | —                                    | Чемпионат мира 2022 (отбор)          |
| 29                                   | 22 сентября 2022                     | Польша                               | 2:0                                  | —                                    | Лига наций УЕФА 2022/2023            |
| 30                                   | 25 сентября 2022                     | Бельгия                              | 1:0                                  | —                                    | Лига наций УЕФА 2022/2023            |
| 31                                   | 21 ноября 2022                       | Сенегал                              | 2:0                                  | —                                    | Чемпионат мира 2022                  |
| 32                                   | 25 ноября 2022                       | Эквадор                              | 1:1                                  | —                                    | Чемпионат мира 2022                  |
| 33                                   | 29 ноября 2022                       | Катар                                | 2:0                                  | —                                    | Чемпионат мира 2022                  |
| 34                                   | 3 декабря 2022                       | США                                  | 3:1                                  | —                                    | Чемпионат мира 2022                  |
| 35                                   | 9 декабря 2022                       | Аргентина                            | 2:2 (3:4 пен.)                       | —                                    | Чемпионат мира 2022                  |
| 36                                   | 24 марта 2023                        | Франция                              | 0:4                                  | —                                    | Чемпионат Европы 2024 (отбор)        |
| 37                                   | 14 июня 2023                         | Хорватия                             | 2:4                                  | —                                    | Лига наций УЕФА 2022/2023            |
| 38                                   | 7 сентября 2023                      | Греция                               | 3:0                                  | 1                                    | Чемпионат Европы 2024 (отбор)        |
| 39                                   | 13 октября 2023                      | Франция                              | 1:2                                  | —                                    | Чемпионат Европы 2024 (отбор)        |
| 40                                   | 16 октября 2023                      | Греция                               | 1:0                                  | —                                    | Чемпионат Европы 2024 (отбор)        |
| 41                                   | 18 ноября 2023                       | Ирландия                             | 1:0                                  | —                                    | Чемпионат Европы 2024 (отбор)        |

Итого: 41 матч / 1 гол; 24 победы, 7 ничьих, 10 поражений.

## Достижения
«Аталанта»
- Победитель Лиги Европы УЕФА: 2023/24

Сборная Нидерландов
- Вице-чемпион Лиги наций УЕФА: 2018/19